# Étang du Diable
L'étang du Diable est un étang se situant à 1 971 m d'altitude dans le massif de Tabe (Pyrénées ariégeoises), et dont le déversoir constitue la source du Lasset, affluent de l'Hers-Vif.

## Toponymie
L'étang du Diable est le théâtre de nombreuses légendes mettant en scène Satan d'où le nom de l'étang.

## Géographie
Situé sur la commune de Montségur en Ariège et dans le périmètre de la réserve naturelle régionale du massif de Saint-Barthélemy, cet étang est assez profond (19 mètres), assez vaste et isolé au milieu des précipices du massif de Tabe. Il présente des eaux d'un bleu très profond, ce qui en fait un but de randonnée très agréable à découvrir en période estivale.

## Histoire
On prétend dans les villages voisins qu'il ne faut pas jeter de pierre dans l'étang du Diable sous peine de voir la tourmente se déchaîner dans la minute qui suit et de périr tué par la force des éléments.

## Voies d'accès
L'accès le plus facile à l'étang se fait par un sentier de randonnée remontant depuis l'étang des Truites, situé juste en dessous en chapelet sur le Lasset. L'accès à l'étang supérieur, étang temporaire situé au-dessus vers 2 100 m d'altitude, puis aux pics de Saint-Barthélémy (2 348 m) et de Soularac (2 368 m) via le col du Trou de l'Ours est beaucoup plus sportif car l'étang du Diable est entouré presque partout de falaises ou de pentes très abruptes couvertes de rhododendrons.